# 小董镇中心小学
小董镇中心小学创办于1893年，现址位于广西壮族自治区钦州市钦北区小董镇铜鱼路14号，是广西中小学素质教育水平一级甲等学校，同时还是钦州市的示范性公办学校。

## 前身
- 清末：小董两等学堂，原建校地址在铜鱼书院
- 民国初年：钦州沿海属第一高等小学
- 民国十四年：钦县县立第三小学
- 民国二十七年：钦县县立第二初级中学，另设国民中心小学
- 1950年：小董镇小学
- 1968年：另设初中教学班
- 1982年：小董镇中心小学